# 60 وول ستريت
60 Wall Street (المعروف سابقًا باسم مبنى بنك جي بي مورجان أو مبنى بنك دويتشه ) هو مبنى مكون من 55 طابقًا،  745-قدم-tall (227 م) ناطحة سحاب في وول ستريت في الحي المالي في مانهاتن السفلى في مدينة نيويورك، نيويورك، الولايات المتحدة الأمريكية. صمم البرج من قبل كيفن روش وجون دينكيلو من شركة روش دينكيلو كان في الأصل مبنى لشركة جي بي مورجان وشركاه. تصميم المبنى يهدف إلى ملاءمة محيطه بمظهر ما بعد الحداثة والنهضة اليونانية والكلاسيكية الجديدة. اعتبارًا من 2021.
صمم 60 وول ستريت بـ 1.7×106 قدم2 (160,000 م2) من مساحة الأرضية. قاعدة المبنى تتكون من أربعة طوابق بأعمدة تشبه الأروقة المعمارية، في حين أن الطوابق العليا مواجهة للزجاج والحجر. تحتوي الطوابق الثمانية الموجودة أسفل السقف الوركي على زوايا تشبه الأعمدة. يحتوي الطابق الأرضي على رواق عام مغلق يربط بين مداخل المبنى عند شارعي وال وبين، مع مزارع ومدخل مترو . تم تصميم الطوابق من الثاني إلى الرابع لتكون طوابق تجارية، في حين كانت الطوابق الأخرى عبارة عن مكاتب لشركة جي بي مورجان وشركاه ثم دويتشه بنك.
ما هو الآن 60 وول ستريت حل محل العديد من المباني التي تشغلها خدمة المدن . كانت المجموعة الأمريكية الدولية وبنك نيويورك قد خططا في الأصل لبناء برج مكتبي مكون من 60 طابقا في الموقع في عام 1979، ولكن تم التخلي عن هذه الخطط في عام 1982. ثم استحوذت شركة بارك تاور العقارية على الموقع، وباعته في عام 1985 إلى شركة جي بي مورجان وشركاه. وانتهى المشروع في عام 1989، مع احتلال جي بي مورجان للمبنى بأكمله. ابتداءً من عام 2001، أصبح المبنى بمثابة المقر الرئيسي الأمريكي لدويتشه بنك بعد أن تعرض مبنى دويتشه بنك لأضرار بالغة ودُمر مركز التجارة العالمي رقم 4 في هجمات 11 سبتمبر . اشترت مجموعة باراماونت المبنى في عام 2007، واشترت شركة GIC حصة الأغلبية من باراماونت في عام 2017. أعلن الملاك عن تجديد مبنى 60 وول ستريت في عام 2021، بعد أن أعلن دويتشه بنك عن نيته في الخروج منه؛ وقد أثارت هذه الخطط احتجاجات من دعاة الحفاظ على التراث، الذين دعوا إلى الحفاظ على الواجهة والردهة.

## موقع
يقع 60 وول ستريت في الحي المالي في مانهاتن السفلى في مدينة نيويورك، نيويورك، الولايات المتحدة الأمريكية. وهو يشغل منتصف كتلة المدينة التي يحدها شارع باين من الشمال، وشارع بيرل من الشرق، وول ستريت من الجنوب، وشارع ويليام من الغرب.  تبلغ مساحة قطعة الأرض غير المنتظمة قليلاً 53,652 قدم2 (4,984.4 م2) بواجهة 297.16 قدم (90.57 م) في وول ستريت وعمق 194.75 قدم (59.36 م) بين شارعي وول وباين.  توجد تحت موقع 60 وول ستريت طبقة من صخر مانهاتن الصخري ، والتي تبلغ ذروتها أسفل مركز الموقع وتنحدر إلى الأسفل نحو الغرب والشرق. 
يتقاسم المبنى كتلة المدينة مع 48 وول ستريت إلى الغرب و 72 وول ستريت إلى الشرق. تشمل المباني القريبة الأخرى كنيسة سيدة النصر ، و56 شارع باين ، ورابطة وسط المدينة إلى الشمال الغربي؛ و70 شارع باين إلى الشمال؛ و One Wall Street Court إلى الجنوب الشرقي؛ و 63 شارع وول و 75 شارع وول إلى الجنوب؛ و 55 شارع وول إلى الجنوب الغربي. 

### المباني السابقة
قبل بناء البرج الحالي بواسطة شركة Roche/Dinkeloo مباشرة، كان الموقع يحتوي على سبعة مبانٍ من 52 إلى 70 Wall Street.  كانت العديد من هذه الهياكل، إلى جانب مبنى 70 Pine Street المجاور، تحتوي على جزء من المقر الرئيسي لشركة النفط Cities Service في منتصف القرن العشرين. في الهيكل الأصلي في 60 وول ستريت، كان هناك جسر للمشاة متصل بـ 70 باين ستريت،   بالإضافة إلى نفق إلى نفس المبنى. لتوفير المال، قامت خدمة المدن بهدم جميع العقارات التي تشكل الموقع (باستثناء 52 وول ستريت) في عام 1974، عندما نقلت الشركة مقرها الرئيسي إلى تولسا، أوكلاهوما.   
كان المبنى الواقع في أقصى الغرب في الموقع عبارة عن مبنى مكاتب مكون من حوالي 33 طابقًا في 52 وول ستريت.  It had been designed by McKim, Mead & White for the National City Bank Corporation and developed in 1927. مباشرة إلى الشرق كان المبنى في 54 شارع وول، وهو مبنى 115 قدم (35 م) ، مبنى مكاتب مكون من تسعة طوابق اكتمل بناؤه في عام 1886 وهو مملوك لشركة Central Trust Company of New York .  كانت القطعة المجاورة في 56 وول ستريت عبارة عن مبنى مكاتب مكون من خمسة طوابق، والذي بدوره يتكون من مبنيين للمكاتب تم تطويرهما قبل عام 1857. 
كان المبنى الأصلي الذي يحمل عنوان 60 Wall Street عبارة عن مبنى 345 قدم (105 م) مبنى المكاتب،  اكتمل بناؤه حوالي عام 1905.   تم تصميمه بواسطة كلينتون وراسل لصالح مؤسسة الخدمات المصرفية الدولية ، وكان به ستة وعشرون طابقًا في شارع باين  وأربعة عشر طابقًا في شارع وول ستريت.   كان المبنى التالي إلى الشرق عبارة عن مبنى مكاتب مكون من 11 طابقًا في 64-66 شارع وول، تم تطويره في عام 1907.  كان هذا المبنى يحتوي على إضافة مكونة من ثلاثة طوابق في 68 وول ستريت، صممها مكيم، ميد آند وايت في عام 1917.  كان المبنى الواقع في أقصى الشرق مكونًا من 12 طابقًا 160 قدم (49 م) الهيكل الموجود في 70 وول ستريت، تم تطويره في عام 1927.  تم تطوير المبنى رقم 70 لبنك التبادل التجاري ولكن تم احتلاله بدلاً من ذلك بواسطة بنك بروكلين البلدي. 

## بنيان
تم تصميم مبنى 60 وول ستريت، المعروف سابقًا باسم مبنى بنك جي بي مورجان أو مبنى دويتشه بنك، بواسطة كيفن روش وجون دينكيلو من شركة روش دينكيلو .   يحتوي على 1.7×106 قدم2 (160,000 م2) × 10  6 مربع قدم مربع (160,000 م 2 ) من المساحة.  وفقًا لمركز ناطحات السحاب وإمبوريس ، فإن المبنى يحتوي على 55 طابقًا  ويبلغ ارتفاعه 745 قدم (227 م) طويل القامة. كان المقاول العام هو شركة Tishman Realty & Construction ،  بينما كان المقاول الفولاذي هو شركة Frankel Steel، وهي شركة تابعة لشركة Harris Steel Group Inc الكندية. وكان WSP Cantor Seinuk هو المهندس الإنشائي. 

### الشكل والواجهة

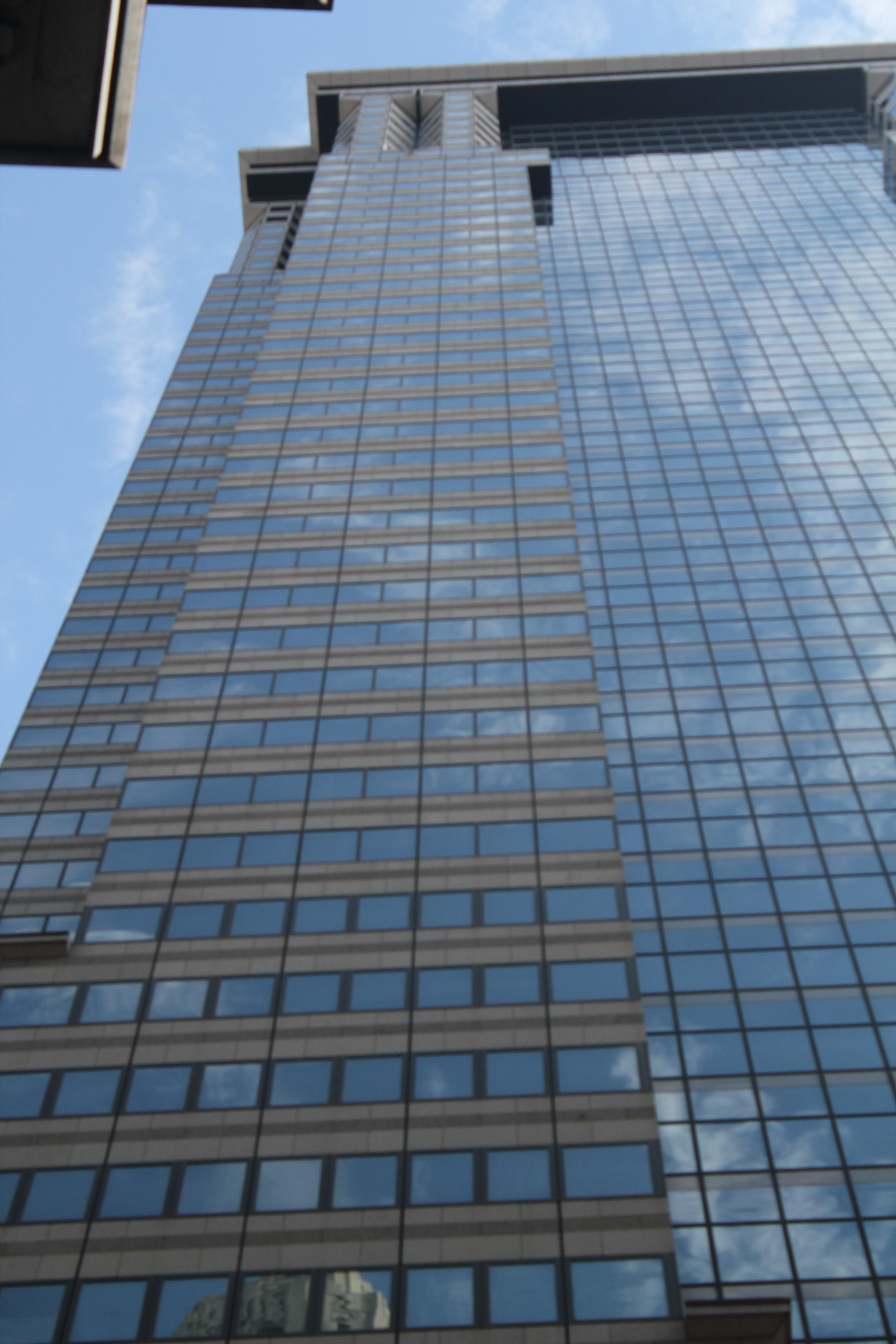
تفاصيل النوافذ في الطوابق العليا

تم تصميم 60 Wall Street بحيث يتناسب مع محيطه بمظهر ما بعد الحداثة والإحياء اليوناني والطراز الكلاسيكي الجديد للتأكيد على الارتفاع والحجم.  يبلغ ارتفاع قاعدة المبنى أربعة طوابق. تتكون القاعدة من أروقة ذات أعمدة مزدوجة في كل من شارعي وول وباين، في إشارة إلى شارع وول رقم 55 إلى الجنوب.  الأعمدة هي 70 قدم (21 م) طويل القامة.  وفقًا لكيفن روش من شركة روش-دينكيلو، كان التصميم "فكرة العمود [...] المستخدمة بطريقة تخطيطية لتوضيح شكل عمود المبنى."  كما أثر تصميم الكورنيشات على المباني المجاورة على وضع الكورنيش فوق القاعدة.   الأعمدة بين النوافذ مصنوعة من البرونز، والتي تم طلائها بلون الألومنيوم فوق مستوى الشارع.  في عام 2021، تم تعيين Kohn Pedersen Fox (KPF) لإعادة تصميم قاعدة المبنى مع رواق ونوافذ ثلاثية الارتفاع تطل على الأتريوم في الطابق الأرضي. 
في الطوابق فوق القاعدة، تكون زوايا شارع وول ستريت رقم 60 محززة إلى الداخل.  تم تصميم الشقوق بنمط مماثل للأعمدة الموجودة على القاعدة، مع شرائط متناوبة من نوافذ الشريط وألواح الحائط الساتر لتشبه الأعمدة المخططة. يتكون الجزء المركزي من كل واجهة من الزجاج مع أشرطة أفقية من الجرانيت الأخضر والوردي.   تم تصميم الواجهات الخارجية بإطارات فولاذية منحنية خلف طبقات رقيقة من الحجر.  تم ترتيب زوايا الطوابق الثمانية أسفل السقف، بدءًا من الطابق 42، بحيث تبدو مثل الأعمدة المشابهة لتلك الموجودة على القاعدة.    وفقًا للكاتب المعماري روبرت إيه إم ستيرن ، فإن الزوايا "عززت زوايا البرج بصريًا". 
يحتوي مبنى 60 وول ستريت على سقف وركي ، تم تصميمه كنوع من السقف الهرمي. السقف مغطى بالنحاس ويبلغ ارتفاعه 40 قدم (12 م) طويل القامة.    كان السقف مستوحى من الأسقف الهرمية لناطحات السحاب الأخرى في وول ستريت.  وفقًا لنائب رئيس شركة Park Tower Realty Corporation، المطور الأصلي للمبنى، فإن "الجزء العلوي المميز يُحدث فرقًا كبيرًا كجزء من مبنى جيد." يتضمن السقف معدات ميكانيكية، بالإضافة إلى أجهزة اتصالات الميكروويف والأقمار الصناعية.   في يناير 2012، قام دويتشه بنك بتثبيت 122.4 نظام الطاقة الشمسية الكهروضوئية (PV) بقدرة كيلوواط على السطح لتقليل انبعاثات الكربون بمقدار 100 طن متري سنويًا. يُعد النظام أكبر مجموعة من الألواح الشمسية الكهروضوئية في مانهاتن وأعلى مجموعة من الألواح الشمسية الكهروضوئية في العالم، اعتبارًا من عام 2012.

### سمات
تم تصميم 60 Wall Street بـ 1.5×106 قدم2 (140,000 م2) × 10  6 مربع قدم مربع (140,000 م 2 ) من المساحة القابلة للتأجير. قبل تطوير 60 وول ستريت، تم تقسيم الموقع للسماح ببناء 804,900 قدم2 (74,780 م2) فقط مربع قدم مربع (74,780 م 2 ) "بحق"، على افتراض أن نسبة مساحة الأرضية 15. من أجل تشييد المبنى، اشترت شركة بارك تاور ريالتي ما يزيد عن 363,000 قدم2 (33,700 م2) 2 ) من حقوق الهواء المجاورة لشارع وول ستريت رقم 55 من سيتي بنك . كما حصل المشروع على مكافأة قدرها 144,900 قدم2 (13,460 م2) 2 ) لمساحة المشاة المغطاة و 16,038 قدم2 (1,490.0 م2) 2 ) للممرات العامة في شارعي وول وباين. كما حصل 60 وول ستريت أيضًا على تخصيص قدره 88,700 قدم2 (8,240 م2) 2 ) للمساحات الميكانيكية. أدى هذا إلى زيادة المساحة الأرضية الإجمالية إلى حوالي 1.57×106 قدم2 (146,000 م2) × 10  6 مربع قدم مربع (146,000 م 2 ) . كجزء من برنامج الريادة في الطاقة والتصميم البيئي (LEED)، يتمتع البرج بميزات تصميمية تهدف إلى تلبية معايير البناء الأخضر ، مما سمح له بالحصول على شهادة LEED الذهبية.

#### الأتريوم

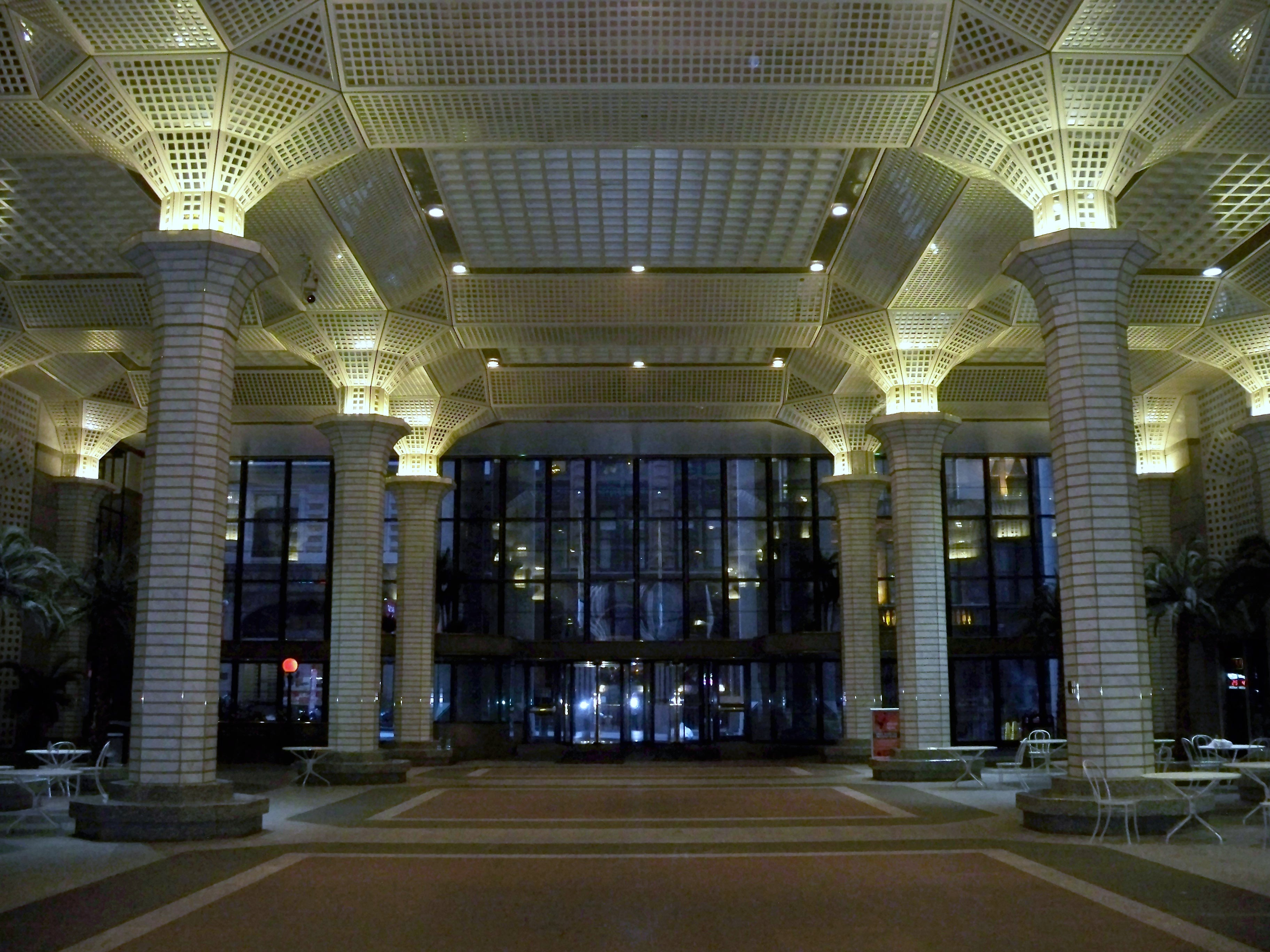
أتريوم في 60 وول ستريت

يحتوي الطابق الأرضي على مساحة مغلقة تبلغ 2,360 قدم2 (219 م2) 2 ) ردهة عامة  تبلغ مساحتها 30 قدم (9.1 م) ارتفاعها 174 قدم (53 م) طويل. تم تضمين الأتريوم مقابل مساحة داخلية أكبر في الطوابق العليا.  تم تصميم المساحة ذات المناظر الطبيعية باستخدام مزارع موسمية.  عندما تم تصميم المبنى، رفض روش فكرة إنشاء ردهة مفتوحة في الهواء الطلق، وذلك لأنه شعر أنها ستؤدي إلى تعطيل "جدار الشارع" في وول ستريت من الواجهات الحجرية، ولأنه كان يعتقد أنها قريبة للغاية من الساحة القريبة في تشيس مانهاتن بلازا . تم التخطيط لبناء ردهة مماثلة في عام 1969 لناطحة سحاب غير مبنية كان من المفترض أن تضم بنك الاحتياطي الفيدرالي في نيويورك . 
تم تزيين الأتريوم بشكل كبير بمواد بيضاء، بما في ذلك بلاط الرخام على شكل الطوب. يتم تقسيم المساحة بواسطة عشرة أعمدة مثمنة بيضاء تعلوها تيجان متوهجة، والتي تدعم سقفًا شبكيًا مزينًا في الأصل بالخشب والمرايا. كان روش قد استخدم هذا الزخرف سابقًا في فندق United Nations Plaza Hotel.  تحتوي قواعد كل عمود على حواف للجلوس، كما تم وضع الكراسي والطاولات المتحركة في بقية المساحة.   يوجد ممر للمشاة يمر عبر وسط الأتريوم. يحتوي الجدار الغربي للمساحة على منحوتات حجرية مع مزاريب مياه وأحواض زرع أسفلها. يحتوي الجدار الشرقي على واجهات متاجر، مع دورات مياه ومدخل مكتب بالقرب من الزاوية الشمالية الشرقية.  الجدران مصنوعة من الجرانيت المنقوش مع الجرانيت الأخضر والرخام الأبيض. تحتوي الزاوية الشمالية الغربية من الردهة على مدخل جزئي لمحطة مترو وول ستريت ،  التي تخدم مترو مدينة نيويورك قالب:مترو نيويورك Broadway-Seventh Brooklyn  .
وفقًا لجيرولد كايدن، الذي كتب عن المبنى في عام 2000، فإن الأتريوم "يتخذ شخصيات مختلفة" خلال أجزاء مختلفة من اليوم. كتب كايدن أن الأتريوم كان يستخدم بكثافة خلال ساعات الذروة من قبل ركاب المترو وأقل استخدامًا خلال وقت الغداء؛ طوال بقية اليوم، كان الأتريوم "يستخدم ولكن لا يتم استخدامه بشكل مفرط"، مع رعاة يتراوحون من المشردين إلى الموظفين إلى رسل الدراجات.  بحلول عام 2021، قامت شركة KPF بإعادة تصميم الأتريوم بمساحة 100 قدم (30 م) "الحائط الأخضر"، وفتحة السقف، ومدخل مترو أنفاق أوسع.  سيتم إنشاء مناطق جديدة لتناول الطعام وتركيب مقاعد جديدة.  وفقًا للتصورات التصميمية، فإن الأتريوم والردهة سيحتويان أيضًا على رخام بني وأبيض بالإضافة إلى تركيبات إضاءة مصممة خصيصًا.

#### قصص أخرى
في الطوابق من الثاني إلى الرابع توجد مساحات خالية من الأعمدة للتجارة.   تغطي هذه القصص، التي تحيط باللوبي، 52,000 قدم2 (4,800 م2) 2 )  أو 54,000 قدم2 (5,000 م2) 2 ) لكل منهما.   صُممت هذه الغرف خصيصًا لساكن المبنى الأصلي، بنك جي بي مورجان وشركاه . بالإضافة إلى ذلك، أضاف البنك غرف طعام مزخرفة لتوفير وجبات غداء مجانية لموظفيه. كما تم تركيب مركزين لمعالجة البيانات في المبنى التابع لبنك جي بي مورجان.  تحتوي طوابق المكاتب على هيكل علوي من الفولاذ بمسافات واسعة بين كل عمود، مما يسمح بتصميمات مرنة للمكاتب. 

## تاريخ
كانت شركة Cities Service قد أكملت بناء المبنى المجاور 70 Pine Street في عام 1932 واحتلته حتى عام 1975،  وبعد ذلك استحوذت شركة American International Group (AIG) على هذا المبنى.   في هذه الأثناء، كان بنك نيويورك (BNY) يشغل المبنى المجاور في 48 وول ستريت منذ اكتماله في عام 1929،  على الرغم من أن بنك نيويورك احتفظ بمكتب في ذلك الموقع منذ عام 1797.  بعد تسوية المواقع في شارع وول ستريت رقم 54 حتى 70 في عام 1974،  تم اعتبار الأرض الشاغرة موقعًا لبورصة الأوراق المالية الأمريكية وبورصة نيويورك ، على الرغم من عدم تنفيذ أي من الاقتراحين. كانت شركتا AIG وBNY تمتلكان بشكل مشترك المبنى رقم 52 في وول ستريت، وكانت AIG تمتلك وحدها موقف السيارات الواقع بين المبنيين رقم 54 و70 في وول ستريت.  بحلول أواخر سبعينيات القرن العشرين، تم التخطيط لبناء العديد من المباني المكتبية الكبرى في المنطقة المالية.  

### تخطيط

#### الخطط المبكرة

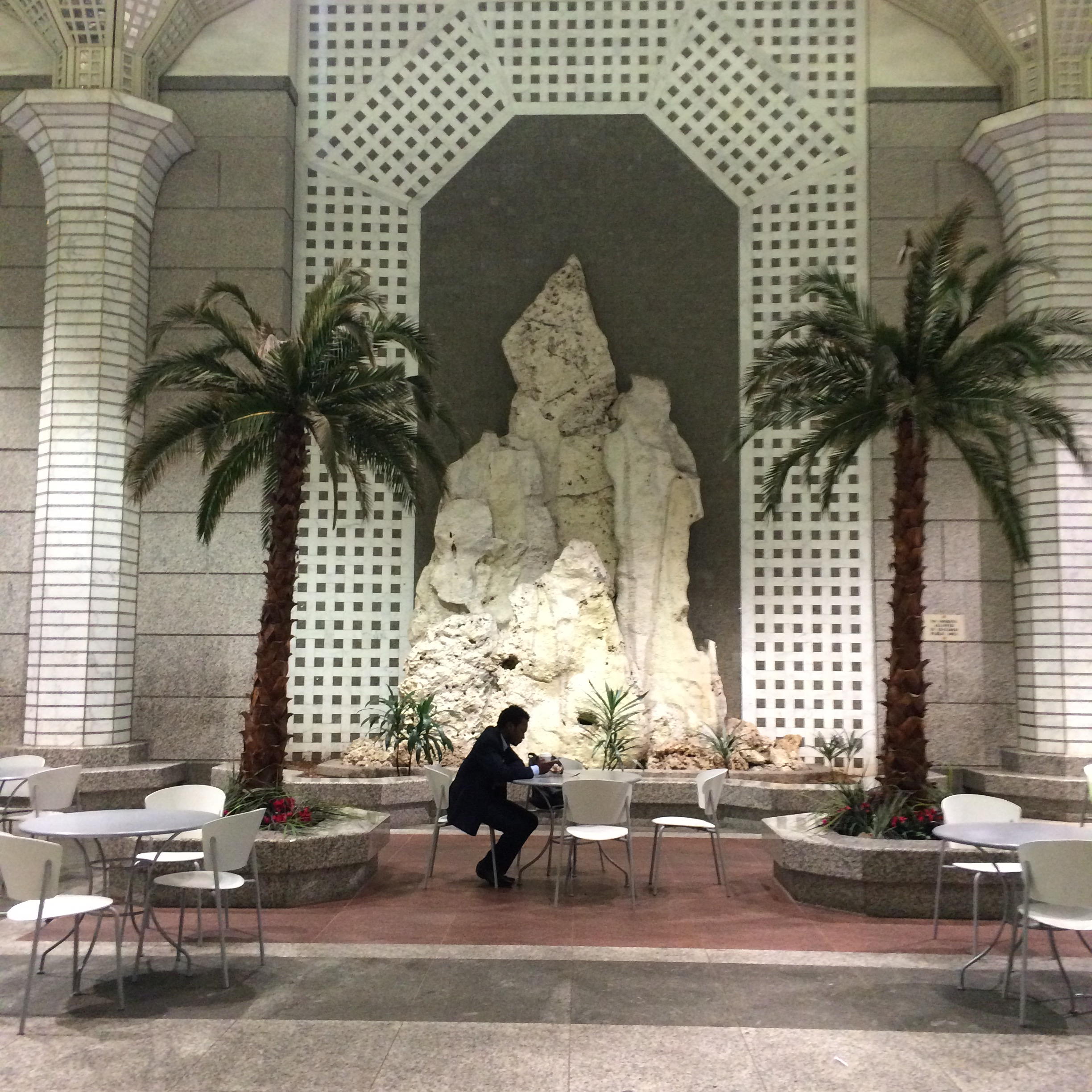
نافورة مياه في الأتريوم

بحلول أواخر عام 1979، كانت AIG وBNY تخططان لبناء مبنى مكتبي ليحل محل موقف السيارات و48 و52 وول ستريت.   كان من المفترض أن يكون ارتفاع المبنى 60 طابقًا بمساحة 1.6×106 قدم2 (150,000 م2)  أو 1.7×106 قدم2 (160,000 م2) ،   بتكلفة مقترحة تبلغ 450 مليون دولار.  استأجرت شركة AIG شركة Welton Becket & Associates ، التي صممت خطة واحدة للموقع، بينما استأجرت شركة BNY شركة John Carl Warnecke ، التي صممت خطتين. تضمنت خطة ويلتون بيكيت الحفاظ على بعض الطوابق السفلية في مبنى 48 وول ستريت وتحويلها إلى برج على شكل بلاطة. كانت إحدى خطط وارنيك تتضمن بناء برج مربع يدور حول محوره، وسقف مائل، وقد أطلق عليه لقب "ابن سيتي كورب" نسبة إلى مركز سيتي كورب. كانت خطة وارنيك الأخرى هي "ابن 30 روكفلر بلازا "، والتي تتكون من برج أطول لشركة AIG وبرج أقصر لشركة BNY يرتفع من قاعدة واحدة. في حين أنه لم يتم الحفاظ على 48 أو 52 وول ستريت، فمن المحتمل أن يتم دمج الطوابق السفلية من 48 وول ستريت في الأبراج الجديدة.  
كان أحد المبنيين الموجودين في الموقع، 52 وول ستريت، قيد الهدم بحلول عام 1981.   قُتل عامل واحد بسبب سقوط عارضة فولاذية أثناء هدم مبنى 52 وول ستريت.  بحلول ذلك الوقت، كانت شركة BNY قد اشترت حصة AIG في الموقع، ولم يكن هناك اعتراض عام على هدم مبنى 52 وول ستريت.  حتى اقتراح هدم مبنى 48 وول ستريت، وهو مبنى متميز من الناحية المعمارية ومزخرف على شكل نسر،  لم يثير أي مخاوف.  ولتخفيض تكلفة المقر الرئيسي الجديد، طلبت شركة BNY من مجلس الحوافز التجارية الصناعية بالمدينة تخفيضًا ضريبيًا قدره 22 مليون دولار في يناير/كانون الثاني 1982. في طلب البنك، قال نائب رئيس البلدية جون زوكوتي إن الأرض الشاغرة "كانت منذ فترة طويلة مصدر إحراج للمدينة" وأن "بنك نيويورك لديه فرصة للقتال" لإحياء الحي إذا حصل على الإعفاء الضريبي.  في ذلك الوقت، تم استخدام الموقع في صفقات المخدرات. 
بعد احتجاجات من جانب عضو مجلس الشيوخ في ولاية نيويورك فرانز إس. ليختر وعضوة مجلس مدينة نيويورك روث ميسينجر، رفض المجلس طلب بنك نيويورك بتخفيض الضرائب في فبراير 1982.    وكان هذا الرفض بمثابة تغيير في الروتين الذي يتبعه المجلس، الذي كان قد وزع في السابق تخفيضات ضريبية كبيرة على شركتي AT&T وIBM من أجل تطوير مبان جديدة لتحفيز اقتصاد المدينة. أشارت شركة BNY إلى أنها ستقوم ببناء مبنى أصغر إذا لم يتم منحها إعفاءً ضريبيًا.  بحلول أغسطس 1982، تم طرح قطعتي الأرض الواقعتين في 52 و60 وول ستريت للبيع.  وفي الشهر التالي، أشارت شركة BNY إلى أنها تخطط للبقاء في 48 شارع وول ومبنى مجاور في 46 شارع ويليام بدلاً من تطوير الأراضي الشاغرة. وقد غطت المواقع التي تم تطهيرها مجتمعة 53,000 قدم2 (4,900 م2).  

#### بارك تاور ريالتي
بحلول أبريل 1983، أبرمت شركة BNY عقدًا لبيع الموقع إلى جورج كلاين، رئيس شركة Park Tower Realty.  يمكن للموقع أن يستوعب 804,900 قدم2 (74,780 م2) بدون أي تعديلات،  ولكن يمكن للمطور الحصول على حقوق الهواء وإجراء تحسينات على محطة المترو المحيطة لزيادة حجم البرج.  وجاء البيع على الرغم من الانخفاض الطفيف في سوق المكاتب في مدينة نيويورك.  في سبتمبر من ذلك العام، باعت شركة BNY قطع الأراضي إلى شركة Park Tower Realty، التي خططت لبناء 1.7×106 قدم2 (160,000 م2) ، برج مكاتب مكون من 60 طابقًا مع مدخل مترو أنفاق، ومرآب، ومساحة لأنظمة الكمبيوتر. على الرغم من عدم اختيار المهندس المعماري، فقد خطط المطور لبدء البناء في عام 1984 ويكتمل بحلول عام 1986.  قال نائب رئيس برج بارك، نيل كلارفيلد: "سيكون مبنى Sixty Wall Street مبنى القرن الحادي والعشرين، ولكن تصميمه سيكون متوافقًا مع الهياكل البارزة المحيطة به".  
وقع الاختيار على روش ودينكيلو كمهندسين معماريين للمبنى في عام 1984.  لقد تغلبوا على المهندس المعماري هيلموت جان ، الذي قدم ثلاثة تصميمات للمبنى المقترح: تصميم لمسلة، وتصميم لعمود حجري، وتصميم لعمود يذكرنا بدخول أدولف لوس في مسابقة برج تريبيون عام 1922.   لزيادة ارتفاع 60 وول ستريت، اقترح برج بارك شراء ما يقرب من 365,000 قدم مربع (33,900 م2) من حقوق الهواء من أعلى 55 وول ستريت، أحد معالم مدينة نيويورك.    كان لزامًا على لجنة الحفاظ على معالم مدينة نيويورك الموافقة على أي تعديلات رئيسية تتعلق بـ 55 وول ستريت؛ وفي مارس 1984، وافقت اللجنة بالإجماع على نقل حقوق الهواء.  كما وافق المطورون أيضًا على إضافة ردهة عامة في القاعدة مقابل 160,000 قدم مربع (15,000 م2) أخرى. من المكاتب.   وبعد فترة وجيزة، وافق مجلس مجتمع مانهاتن 1 أيضًا بالإجماع على المكافآت في تصويت استشاري.  عارض نائب المفوض في لجنة تخطيط مدينة نيويورك ، مارتن جالنت، المكافآت.  وقد أيدت اللجنة ككل المكافآت، وطلبت فقط تقليص موقف السيارات المقترح للمبنى من 197 إلى 125 مكانًا لوقوف السيارات.  
بحلول أوائل عام 1985، كان الموقع فارغًا تمامًا لمدة ثلاث سنوات؛ وألقت شركة بارك تاور ريالتي باللوم في التأخير على عملية الحصول على تصريح البناء في المدينة.   لم يتم حتى استخدام الأرض الشاغرة لركن السيارات، وهو ما من شأنه على الأقل أن ينتج بعض الإيرادات.  في سبتمبر من ذلك العام، أعلنت شركة جي بي مورجان وشركاه أنها ستشتري البرج المقترح وتشغله بالكامل، مع شركة بارك تاور كمطور.    كانت الشركة قد هددت في وقت سابق بنقل مقرها الرئيسي إلى ديلاوير لتوفير المال، بعد محاولة فاشلة لشراء مركز التجارة العالمي رقم 7 ،  ولكن يبدو أنها قررت البقاء في مدينة نيويورك بعد التغييرات التي طرأت على لوائح الضرائب في المدينة والولاية.  على عكس بنك نيويورك من قبل، حصل بنك جي بي مورجان على تخفيض ضريبي كبير لـ 60 وول ستريت.  ستؤدي هذه الخطوة إلى دمج مساحة جي بي مورجان من ستة مبانٍ إلى ثلاثة؛ كما ستشغل الشركة أيضًا 30 ويست برودواي و 23 وول ستريت .   وهذا جعل جي بي مورجان واحدة من بين العديد من الشركات المالية التي استأجرت كميات كبيرة من المساحات في مباني مانهاتن السفلى.  أشارت شركة جي بي مورجان إلى أن البناء سيبدأ خلال ستة أشهر من إيجاره؛ وكان من المتوقع أن تبلغ تكلفة المبنى 550 مليون دولار.  

### البناء واستخدام جي بي مورجان

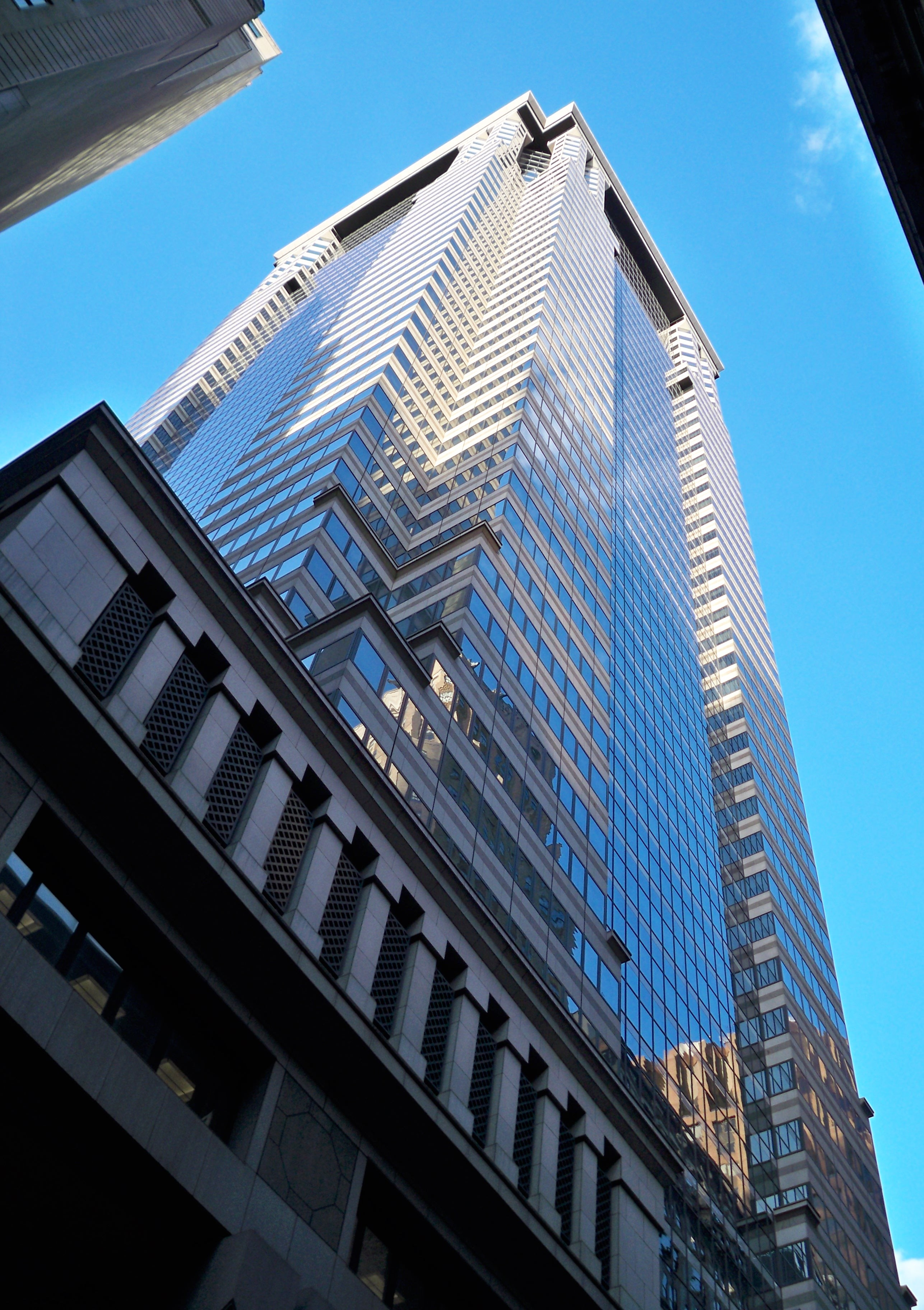
كما هو موضح من مستوى الأرض

لتلبية احتياجاتها، قامت شركة جي بي مورجان بتصميم مكاتبها خصيصًا بمعدات كمبيوتر واتصالات متقدمة.  أنشأ البنك طوابق تجارية في القاعدة وأزال طابقًا واحدًا من الخطط الأصلية، وزاد ارتفاعات الأسقف الأخرى بشكل طفيف للتعويض عن الطابق المفقود.  تمت إضافة غرف الطعام حتى يتمكن بنك جي بي مورجان من تقديم وجبات غداء مجانية للموظفين.  لم يتم تعديل الشكل الخارجي للمبنى أو الردهة، لذا لم تكن هناك حاجة إلى مراجعة إضافية من حكومة المدينة.   وقد أدى هذا إلى تسريع المشروع بحوالي ثلاث سنوات،  حيث لم تكن وكالات المدينة المختلفة بحاجة إلى مراجعة أهلية أي مكافآت تقسيم المناطق التي يتم تطبيقها على المبنى.  تم التعاقد مع شركة فرانكل ستيل وشركة ستيوليت ستراكشرز كوربوريشن لتصنيع الفولاذ في منتصف عام 1986، كما تم التعاقد مع شركة ستيوليت ستراكشرز إريكشن لتركيب الإطار الفولاذي. 
في مايو 1988، حصل بنك جي بي مورجان على 400 مليون دولار لتمويل المشروع من شركة داي-إيتشي لايف .  بالإضافة إلى معدل الفائدة السنوي البالغ 7 في المائة، أعطى التمويل أيضًا لشركة داي-إيتشي لايف دورًا إشرافيًا في إدارة المبنى  والخيار في غضون 20 عامًا لتحويل الدين إلى حصة أسهم بنسبة 49 في المائة.   بحلول أوائل عام 1989، كان جي بي مورجان يخطط لنقل ما يصل إلى 3500 موظف إلى 60 وول ستريت، على الرغم من أن 3500 موظف إضافي كان من المقرر أن يعملوا في أماكن أخرى.  في ذلك العام، تم نقل المقر الرئيسي لبنك جي بي مورجان رسميًا من 23 إلى 60 وول ستريت.  بحلول نهاية العام، انتقل 70 بالمائة من موظفي جي بي مورجان إلى مبنى 60 وول ستريت.  عند اكتمال بناء برج 60 وول ستريت، احتل بنك جي بي مورجان جميع طوابق المكاتب لنفسه.  كان الأتريوم يحتوي على العديد من المتاجر، بما في ذلك متجر للملابس  ومطعم يسمى نوشاتيل.  في عام 1992، دفع البنك بعضًا من أعلى ضرائب العقارات في مدينة نيويورك في ذلك العام، وذلك من خلال فاتورة ضريبية بلغت 17.7 مليون دولار أمريكي لـ 60 وول ستريت. 
على عكس العديد من الشركات المالية في ذلك الوقت، كان لدى جي بي مورجان موظفو دعم يعملون بالقرب من المديرين التنفيذيين والتجار في نفس المبنى، وهو 60 وول ستريت. من أجل السماح بتثبيت معدات الكمبيوتر المتقدمة الخاصة ببنك جي بي مورجان، تم نقل ما يقرب من 1000 موظف مرة واحدة على الأقل خلال العام الأول من تشغيل المبنى.  تم افتتاح مركز عمليات في جزيرة ستاتن لتوفير التكرار في حالة تعرض 60 غرفة تداول في وول ستريت للتلف أو التدمير.  على الرغم من أن جي بي مورجان كان لديه مراكز بيانات في ديلاوير وفي الطابق السفلي من مبنى وول ستريت رقم 60، إلا أنه لم يكن متقدمًا من الناحية التكنولوجية مقارنة بالشركات غير المصرفية.  بعد اندماج جي بي مورجان مع بنك تشيس مانهاتن في عام 2000 ليصبح جي بي مورجان تشيس ، أعلن البنك أنه سينتقل من 60 وول ستريت إلى 277 بارك أفينيو ، بجوار المقر الرئيسي الحالي لبنك تشيس مانهاتن في 270 بارك أفينيو . 

### استخدام دويتشه بنك
باع بنك جي بي مورجان تشيس 60 وول ستريت إلى دويتشه بنك في أبريل 2001 مقابل 600 مليون دولار.   بعد أن تعرض مبنى دويتشه بنك القريب في 130 شارع ليبرتي لأضرار بالغة وتدمير مركز التجارة العالمي رقم 4 خلال هجمات 11 سبتمبر في وقت لاحق من ذلك العام، نقل دويتشه بنك حوالي 5500 موظف إلى 60 وول ستريت.  كان بنك جي بي مورجان تشيس قد اقترح في الأصل الانتقال إلى بارك أفينيو بحلول أوائل عام 2002، ولكن الأضرار التي لحقت بمبنى دويتشه بنك تطلبت من دويتشه بنك أن يشغل مساحته الجديدة على الفور.  لجذب الزوار إلى مانهاتن السفلى بعد هجمات 11 سبتمبر، استضافت منظمة وول ستريت رايزنج غير الربحية معارض فنية في 60 وول ستريت والعديد من المباني الأخرى في المنطقة في منتصف عام 2002.  كما أقنعت حركة صعود وول ستريت بنك دويتشه بإضاءة 60 وول ستريت في الليل. 

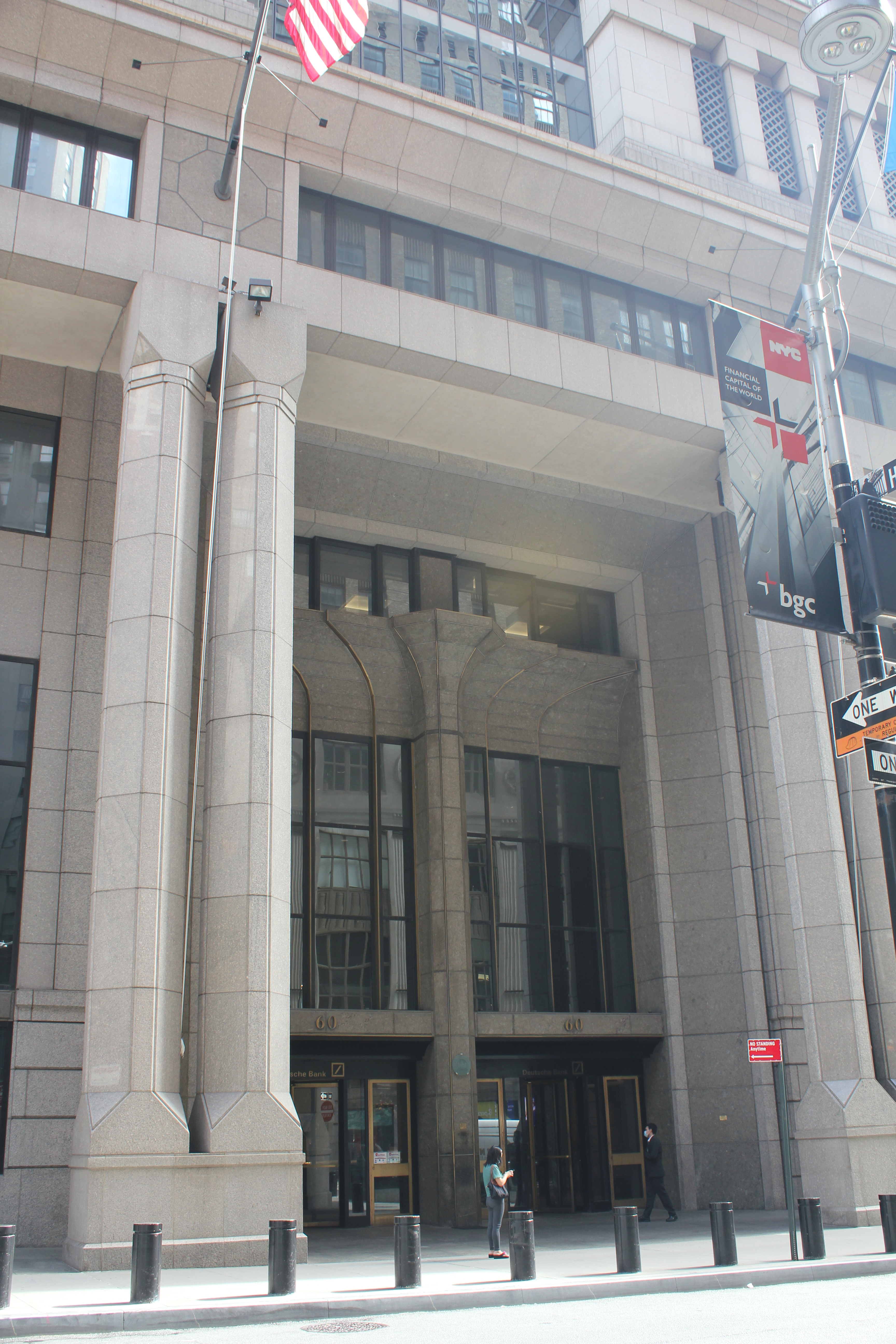
مدخل إلى 60 وول ستريت

لفترة من الوقت بعد الهجمات، فكر دويتشه بنك في تأجير المبنى رقم 60 في وول ستريت لشركات أخرى  قبل الالتزام باستخدام المساحة كمقر رئيسي له في ديسمبر 2002.    وجاء هذا الإعلان بعد أن حصل البنك على منحة حكومية بقيمة 34.5 مليون دولار للبقاء في مانهاتن السفلى.  وكان بنك دويتشه هو المستأجر الوحيد لعدة سنوات  عندما عرض المبنى للبيع في أكتوبر/تشرين الأول 2006. خطط البنك لاستئجار المبنى بالكامل لمدة 15 عامًا أخرى بموجب اتفاقية البيع وإعادة التأجير .  وبحلول نهاية عام 2006، أفادت التقارير أن البنك وجد مشتريًا على استعداد لدفع 1.2 مليار دولار.  أتم المشتري، مجموعة باراماونت، عملية الشراء في مايو 2007 مقابل أكثر من 1.2 مليار دولار.    مثلت عملية البيع تقييمًا بقيمة $737/قدم2 () ، وهو معدل قياسي لمساحات المكاتب في مانهاتن.  
كان الأتريوم مركزًا لنشاط حركة احتلوا وول ستريت أثناء احتلال احتجاجات حديقة زوكوتي القريبة في أواخر عام 2011، حيث عقد منظمو الاحتجاج اجتماعاتهم في الأتريوم.   أدت الاحتجاجات إلى قيام مالكي 60 من وول ستريت بتعديل قواعد الأتريوم لمنع التسكع.   تم تركيب نظام الطاقة الكهروضوئية على السطح في العام التالي.  بحلول عام 2014، كان دويتشه بنك يفكر في الانتقال إلى مبنى آخر يحتوي على 1×106 قدم2 (93,000 م2) على الأقل ، بالإضافة إلى البقاء في 60 وول ستريت وتجديد تلك المساحة. في عام 2016، استأجر دويتشه بنك شركة جينسلر لإعادة تصميم مكاتب المبنى لإنشاء مساحة مفتوحة أكثر.  في عام 2017، باعت شركة باراماونت حصة 95 بالمائة في ملكية 60 وول ستريت إلى صندوق الثروة السنغافوري GIC مقابل 1.04 مليار دولار؛ وقدرت قيمة البرج عند 1.1 مليار دولار في هذه الصفقة.   استمرت شركة باراماونت في امتلاك 5 في المائة من البرج.  قدم بنك Aareal الألماني المقرض لشركة GIC مبلغ 575 مليون دولار أمريكي لعملية الاستحواذ. 

### تجديدات عشرينيات القرن العشرين
في مايو 2018، أعلن دويتشه بنك أنه سيخلي 60 وول ستريت وينتقل إلى 1.1×106 قدم2 (100,000 م2) في مركز تايم وارنر في كولومبوس سيركل خلال ثلاث سنوات.   ثم قام مالك المبنى بتعيين مجموعة CBRE للعثور على مستأجرين للمساحة الشاغرة بالكامل.  في يوليو 2019، قام بنك دويتشه بإزالة لوحة ثلاثية للفنان الألماني جيرهارد ريختر من بهو المبنى. تم استبدال العمل، الذي تقدر قيمته بما يصل إلى 30 مليون دولار، بأعمال لفنانين أصغر سناً، بما في ذلك رسومات الفنان النيجيري روبي أونيينيتشي أمانزي .  أعلنت مجموعة باراماونت عن تجديد المبنى بتكلفة 250 مليون دولار في منتصف عام 2021، والذي صممه KPF.   كان من المقرر أن يبدأ التجديد في منتصف عام 2022 ويتضمن إعادة كسوة الطوابق السفلية من الواجهة بالإضافة إلى إعادة تصميم الأتريوم.   لقد تراجعت جودة الأتريوم منذ ثمانينيات القرن العشرين: حيث تم استبدال الأشجار بنسخ بلاستيكية، ولم تعد الشلالات تعمل، وتم إغلاق بعض واجهات المتاجر.  بالإضافة إلى ذلك، سيتم ترقية أنظمة تهوية طوابق المكاتب بأنظمة ترشيح MERV 15 ؛ وقد تم تضمين ذلك كإجراء صحي بعد ظهور جائحة كوفيد-19 في مدينة نيويورك خلال عام 2020.  
كان من المقرر نقل موظفي البنك بحلول يوليو 2021.   بعد الإعلان عن خطط التجديد، في منتصف عام 2022، طلبت مجموعة الحفاظ على التراث Docomomo International من مجلس الحفاظ على التراث النظر في تصنيف واجهة 60 Wall Street والجزء الداخلي من الأتريوم كمعالم بارزة في مدينة نيويورك.   رفضت لجنة التخطيط المحلية خطط KPF لإعادة التصميم في جلسة استماع في يونيو 2022.  وطلبت لجنة التخطيط المحلية من المطورين مراجعة خططهم بحيث يصبح القسم السفلي من الواجهة "منسجماً" مع واجهة مبنى 55 وول ستريت. ثم اقترحت شركة باراماونت تصميمًا بواجهة منقحة، لكن لجنة التخطيط المحلية رفضت الموافقة على هذا التصميم في سبتمبر 2022 لأن الردهة كانت ستظل بحاجة إلى إعادة تصميم.   وبعد فشل لجنة التخطيط المحلية في الموافقة على أي من مقترحات التجديد، لم يكن من الواضح ما إذا كان المشروع سوف يستمر أم لا.  في جلسة استماع عقدت في أغسطس 2023، منحت لجنة التخطيط بالمدينة شركة باراماونت الإذن بتجديد الردهة.   في مايو 2024، أعادت شركة باراماونت تمويل المبنى بقرض بقيمة 575 مليون دولار من بنك أريل .  

## استقبال

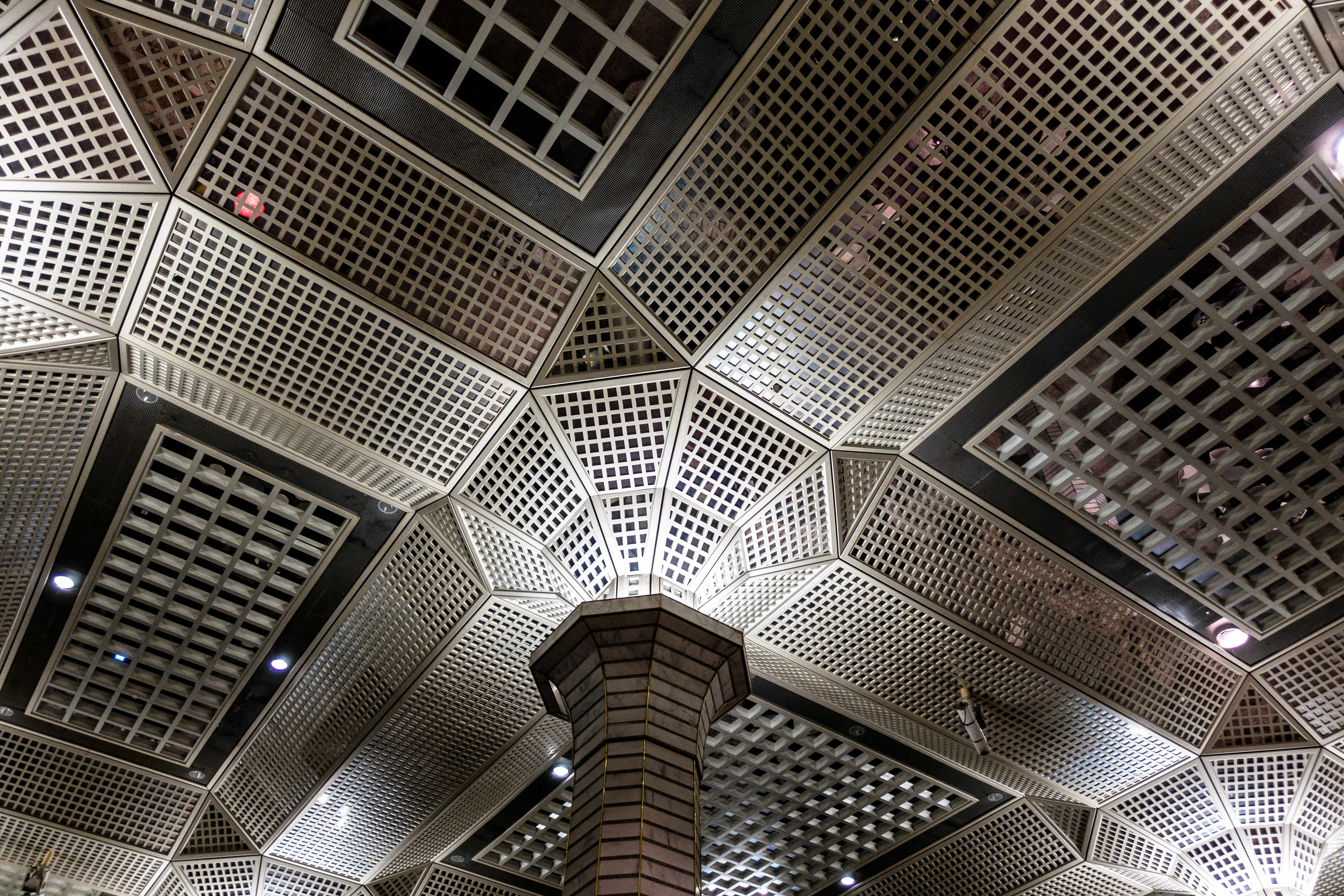
تفاصيل سقف الأتريوم

عندما خطط للمبنى، كتب بول جولدبرجر لصحيفة نيويورك تايمز أن مبنى 60 وول ستريت كان من بين العديد من المباني الحديثة التي تم تطويرها في وقت واحد "مع ميل قوي لاستخدام الشكل التاريخي".  انتقد جولدبرجر تصميم روش ووصفه بأنه "موقع مضغوط للغاية، حقًا، بحيث لا يستوعب أي مبنى كبير جدًا" لكنه قال إنه "على نطاق واسع للغاية، من الصعب تخيل مخطط أفضل بكثير من مخطط السيد روش".   أعرب كارتر وايزمان من مجلة نيويورك عن ثقته الأقل في التصميم، قائلاً إن تصميم "العمود الكلاسيكي" لروش "واضح للغاية بحيث لا يظل مثيرًا للاهتمام لفترة طويلة".   اعتبر كل من جولدبرجر ووايزمان أن مبنى 60 وول ستريت وبرج بارك أفينيو المعاصر، الذي صممه نفس المطور، عبارة عن هياكل كلاسيكية مزيفة في وسط كتل مدينتهما.   كتبت آدا لويز هيوكستابل أن فيلم 60 وول ستريت "يتحدى بشكل آمن عمود لوس الشهير في تريبيون تاور في استخدامه غير التقليدي لهذا الموضوع الكلاسيكي الأبدي الذي لا يعرف الكلل". 
عندما اكتمل بناء 60 وول ستريت، قالت صحيفة وول ستريت جورنال إن "المظهر الخارجي المبهرج" لـ 60 وول ستريت يتناقض مع "صورة مورغان المحافظة النموذجية"، والتي تجسدت الأخيرة في المظهر الخارجي الحجري لـ 23 وول ستريت.  أشار جولدبرجر إلى أن المبنى كان قادرًا على "إعادة تنشيط الشكل التاريخي بالمعنى الحديث".   شعر جولدبرجر أن مبنى 60 وول ستريت قد تم وضعه بين مبنى 40 وول ستريت ومبنى 70 باين ستريت،  والذي اعتبره "اثنتين من أكثر ناطحات السحاب شهرة في العصر الذهبي الأخير لأفق مانهاتن السفلي".  وصفت الطبعة الخامسة من دليل AIA لمدينة نيويورك المبنى بأنه "ضخم، خارج نطاق ناطحات السحاب النحيلة ذات الأبراج المبردة بالهواء القريبة منه".
قارن جولدبرجر الأتريوم بـ "مركز مركز التسوق بدون المتاجر"، واصفًا التصميم بأنه "متناقض وحلو بشكل زائف".  انتقد جيرولد كايدن التصميم الأصلي للردهة، قائلاً إن نظام الألوان والإضاءة ينقل إحساسًا بـ"كفن مطهر" وأن "المساحة، في الواقع، تحمل دلالات محطة مترو أنفاق ذات بلاط أبيض في مدينة نيويورك أو مسرح مُجهز لحديقة إنجليزية".  وقال مراسل لصحيفة ذا فيليج فويس إنها "تتمتع بشعور منزلي يجمع بين قاعة المدينة ومحطة الحافلات".  عندما تم الإعلان عن تجديد 60 وول ستريت في عام 2021، احتج العديد من دعاة الحفاظ على التراث، وتحدث جولدبرجر لصالح الاحتفاظ بالردهة.  في مقابلة أجريت معه عام 2022 مع صحيفة التايمز ، قال جولدبرجر: "مع مرور الوقت، أدركت أنها واحدة من التصميمات الداخلية القليلة المهمة" في مدينة نيويورك التي تم تصميمها في الثمانينيات.  وفي العام نفسه، كتب كريستوفر بونانوس من نيويورك أن اللوبي "مفرط في البهجة، وسخيف بعض الشيء، ومهدد بعملية تجديد قاتلة".  قال صامويل ميدينا، محرر مجلة نيويورك ريفيو أوف أركيتكتشر، إن الأتريوم الأصلي "يقدم لمحة عما يمكن أن تبدو عليه الرفاهية العامة الحقيقية"، في حين أن المساحة المعاد تصميمها كانت "مملة، ومليئة بالأشجار، وتنضح بالمال". 